# Maison-musée Pavel Korine
La Maison-musée Pavel Korine ou Collection Korine a été fondée en 1968 à Moscou, au n° 16 de la rue Malaïa Pirogovskaïa dans la maison du peintre Pavel Korine, décédé en 1967. C'est une filiale de la galerie Tretiakov. Y étaient exposées de nombreuses œuvres parmi lesquelles des icônes russes anciennes. En 2009, le musée est fermé et des travaux de restauration s’avèrent nécessaires. Ils ont été entrepris mais, faute de moyens, ils n'ont pas été poursuivis. En 2014 un contrat a été signé avec une entreprise pour reprendre la restauration des lieux. En 2016, la ville de Moscou a approuvé une partie du projet. 
Il existe également une maison-musée Korine à Palekh.